# Кэмпбелл, Джордж, 8-й герцог Аргайл
Джордж Дуглас Кэмпбелл (англ. George Douglas Campbell; 30 апреля 1823 — 24 апреля 1900), 8-й герцог Аргайл, маркиз Лорн и Кинтайр — пэр, государственный деятель Великобритании, публицист и историк.

## Предыстория
Родился 30 апреля 1823 года в замке Арденкапле, Данбартоншир (Шотландия). Второй сын Джона Кэмпбелла, 7-го герцога Аргайла (1777—1847), и его второй жены Джон Глассел (ок. 1775—1828), единственной дочери Джона Глассела. Аргайл стал преемником своего отца в качестве 8-го герцога в 1847 году. После его смерти он стал также потомственным управляющим королевского двора в Шотландии и шерифом Аргайлшира.

## Биография
С 1847 года — член Палаты лордов. Занимал либеральные позиции. Выступал против поддержки Южных Штатов во время Гражданской войны в США. В первом кабинете Гладстона — министр по делам Индии (1868—1874). В период консервативного министерства Биконсфильда (1874—1880) видный деятель оппозиции. Вместе с Гладстоном выступал в защиту болгар против Турции и туркофильской политики кабинета. Однако впоследствии разошёлся с Гладстоном по ирландскому вопросу. Решительный противник гомруля. Боролся против дарвинизма и в защиту библейских традиций.

## Частная жизнь
Герцог Аргайл был женат трижды. 31 июля 1844 года он женился первым браком на леди Элизабет Левесон-Гоуэр (30 мая 1824 — 25 мая 1878), старшей дочери Джорджа Сазерленда-Левесон-Гоуэра, 2-го герцога Сазерленда. У супругов было двенадцать детей:
- Джон Кэмпбелл, 9-й герцог Аргайл (6 августа 1845 — 2 мая 1914), женился на принцессе Луизе Великобританской 21 марта 1871 года.
- Лорд Арчибальд Кэмпбелл (18 декабря 1846 — 29 марта 1913), женился на Джейни Калландер 12 января 1869 года. У них было двое детей, включая Нейла Кэмпбелла, 10-го герцога Аргайла.
- Лорд Уолтер Кэмпбелл (30 июля 1848 — 2 мая 1889), женился на Оливии Роулендсон Милнс 14 апреля 1874 года. У них было двое детей, включая Дугласа Кэмпбелла.
- Леди Эдит Кэмпбелл (7 ноября 1849 — 6 июля 1913), вышла замуж за Генри Перси, 7-го герцога Нортумберленда, 23 декабря 1868 года. У них было тринадцать детей.
- Леди Элизабет Кэмпбелл (14 февраля 1852 — 24 сентября 1896) вышла замуж за подполковника Эдварда Харрисона Клаф-Тейлора 17 июля 1880 года. У них была одна дочь.
- Лорд Джордж Грэнвилл Кэмпбелл (25 декабря 1850 — 21 апреля 1915) 9 мая 1879 года женился на Сибилле Лассель Александер, дочери Джеймса Брэйса Александера. У них было трое детей.
- Лорд Колин Кэмпбелл (9 марта 1853 — 18 июня 1895), в 1881 году женился на Гертруде Блад, развод в 1884 году.
- Леди Виктория Кэмпбелл (22 мая 1854 — 6 июля 1910)
- Леди Эвелин Кэмпбелл (17 августа 1855 — 22 марта 1940), вышла замуж за Джеймса Бейли-Гамильтона 10 августа 1886 года.
- Леди Фрэнсис Балфур (22 февраля 1858 — 25 февраля 1931), вышла замуж за Юстаса Балфура 12 мая 1879 года. У них было пятеро детей.
- Леди Мэри Эмма Кэмпбелл (22 сентября 1859 — 22 марта 1947), вышла замуж за преподобного достопочтенного Эдвард Карр Глин, 4 июля 1882 года. У них было трое детей.
- Леди Констанция Гарриет Кэмпбелл (11 ноября 1864 — 9 февраля 1922), вышла замуж за Чарльза Эммотта 27 июня 1891 года.

Герцогиня Аргайл умерла в возрасте 53 лет в мае 1878 года. 13 августа 1881 года герцог Аргайл женился на Амелии Марии Клотон (12 апреля 1843 — 4 января 1894), дочери преосвященного Томаса Клотона, епископа Сент-Олбанского, и вдове Августа Энсона. Она умерла в возрасте 50 лет в январе 1894 года. 30 июля 1895 года герцог Аргайл женился в третий раз — на Ине Эрскин Мак-Нейл (? — 24 декабря 1925), дочери Арчибальда Мак-Нейла. Ина пережила герцога на четверть века и умерла в декабре 1925 года. Детей ни от второго, ни от третьего брака у нее не было.
Аргайл умер в замке Инверэри в апреле 1900 года, за шесть дней до своего 77-летия, и похоронен в приходской церкви Килмуна. Его титулы и владения унаследовал его старший сын Джон Кэмпбелл, 9-й герцог Аргайл.

## Труды
- 1867 The Reign of Law. London: Strahan. (5th Ed. in 1868).
- 1869 Primeval Man: An Examination of some Recent Speculations. New York: Routledge.
- 1879 The Eastern Question. London: Strahan.
- 1884 The Unity of Nature. New York: Putnam.
- 1887 Scotland As It Was and As It Is
- 1893 The Unseen Foundations of Society. An Examination of the Fallacies and Failures of Economic Science Due to Neglected Elements. London: John Murray.
- 1906 Autobiography and Memoirs

## Титулатура
- 8-й герцог Аргайл (с 25 апреля 1847)
- 5-й барон Гамильтон из Хэмилдона (с 25 апреля 1847)
- 4-й барон Саундбридж из Кумбанка (с 25 апреля 1847)
- 10-й баронет Кэмпбелл из Ланди, Форфаршир (с 25 апреля 1847)
- 11-й лорд Кинтайр (с 25 апреля 1847)
- 8-й граф Кэмпбелл и Коуэл (с 25 апреля 1847)
- 8-й виконт Лохоу и Гленила (с 25 апреля 1847)
- 8-й маркиз Кинтайр и Лорн (с 25 апреля 1847)
- 17-й лорд Лорн (с 25 апреля 1847)
- 18-й лорд Кэмпбелл (с 25 апреля 1847)
- 8-й лорд Инверэри, Малл, Морверн и Тири (с 25 апреля 1847)
- 17-й граф Аргайл (с 25 апреля 1847)
- 1-й герцог Аргайл (с 7 августа 1892).